# Carl Johan Hane
Carl Johan Hane, född 1965 i Limhamns församling, Malmö, är en svensk art director och textilformgivare. Sedan 1999 är han gift med journalisten och författaren Clara Block Hane.
Hane är verksam som art director på reklambyråer (Alinder & Co, Hall & Cederquist, Rönnbergs) och tidningar (Clic, Café, Intrig) sedan slutet av 1980-talet. Han driver sedan 1999 den egna byrån Carl Johan Hane Designkontor AB. Förutom tidningar har Hane formgivit en rad böcker, varumärkesprofiler och grafiska identitetsprogram för uppdragsgivare som Skanska, Swedese, Statens Fastighetsverk, Kosta Boda med flera. Carl Johan Hane arbetar med tydliga grafiska element, få komponenter och en precis typografering. Många av Hanes arbeten präglas av hans kunskap om och intresse för fotografi och viljan att samarbeta med fotografer – som Mikael Janson, Frederik Lieberath, Magnus Mårding, Hans Gedda och Åke E:son Lindman.
Hane är också känd för sina starkt grafiska textilier som har väckt uppmärksamhet internationellt, främst i Japan och Australien.
Hane är som textilformgivare representerad på bland annat Nationalmuseum och Röhsska museet      . 

## Textilier
- Catarina, (Kinnasand, 1997)
- Tulipanaros, (Kinnasand, 1998)
- Tegelbacken, (Kinnasand, 1999)
- Mobile, (Kinnasand, 2000)
- Cornelia, (Kinnasand, 2002)
- Clara, (Kinnasand, 2004)
- Futura, (Kinnasand, 2004)
- Mersini, (Sanden, 2005)
- Donoussa, (Sanden, 2005)